# There's One in Every Crowd
There's One in Every Crowd é um álbum de estúdio do guitarrista Eric Clapton.

## Faixas
1. "We've Been Told (Jesus Is Coming Soon)" (Willie Johnson/Tradicional) – 4:28
2. "Swing Low, Sweet Chariot" (Traditional arranged by Eric Clapton) – 3:33
3. "Little Rachel" (Jim Byfield) – 4:06
4. "Don't Blame Me" (Clapton/George Terry) – 3:35
5. "The Sky Is Crying" (Elmore James) – 3:58
6. "Singin' the Blues" (Mary McCreary) – 3:26
7. "Better Make It Through Today" (Clapton) – 4:07
8. "Pretty Blue Eyes" (Clapton) – 4:45
9. "High" (Clapton) – 3:30
10. "Opposites" (Clapton) – 4:52